# The Ultimate Collection (álbum de Sade)
The Ultimate Collection é o segundo álbum de maiores sucessos da banda inglesa Sade, lançado em 29 de abril de 2011 pela RCA Records. O álbum possui todas as faixas remasterizadas incluindo grandes sucessos da banda como "Your Love Is King", "Smooth Operator", "The Sweetest Taboo", "By Your Side", "No Ordinary Love", "Cherish The Day", "Soldier of Love" além de quatro faixas inéditas.

A banda promoveu o álbum com sua primeira turnê em dez anos, Sade Live. O álbum também foi lançado como The Essential Sade pelo selo Sony Legacy.
| Disco 1 |                                                        |                                       |                              |         |  |
| N.º     | Título                                                 | Compositor(es)                        | Produtor(es)                 | Duração |  |
| 1.      | "Your Love Is King (de Diamond Life)"                  | Sade Adu, Stuart Matthewman           | Robin Millar                 | 3:42    |  |
| 2.      | "Smooth Operator (de Diamond Life)"                    | Adu, Ray St. John                     | Millar                       | 4:18    |  |
| 3.      | "Hang On to Your Love (de Diamond Life)"               | Adu, Matthewman                       | Millar                       | 4:32    |  |
| 4.      | "The Sweetest Taboo (de Promise)"                      | Adu, Martin Ditcham                   | Millar                       | 4:27    |  |
| 5.      | "Is It a Crime (de Promise)"                           | Adu, Matthewman, Andrew Hale          | Millar                       | 6:22    |  |
| 6.      | "Never as Good as the First Time (de Promise)"         | Adu, Matthewman, Paul S. Denman, Hale | Millar, Ben Rogan, Mike Pela | 3:58    |  |
| 7.      | "Jezebel (de Promise)"                                 | Adu, Matthewman                       | Millar                       | 5:27    |  |
| 8.      | "Love Is Stronger Than Pride (de Stronger Than Pride)" | Adu, Hale, Matthewman                 | Sade, Pela, Rogan            | 4:20    |  |
| 9.      | "Paradise (de Stronger Than Pride)"                    | Adu, Hale, Matthewman, Denman         | Sade, Pela, Rogan            | 3:38    |  |
| 10.     | "Nothing Can Come Between Us (de Stronger Than Pride)" | Adu, Matthewman, Hale                 | Sade, Pela, Rogan            | 3:54    |  |
| 11.     | "No Ordinary Love (de Love Deluxe)"                    | Adu, Matthewman                       | Sade, Pela                   | 7:21    |  |
| 12.     | "Kiss of Life (de Love Deluxe)"                        | Adu, Matthewman, Hale, Denman         | Sade, Pela                   | 4:14    |  |
| 13.     | "Feel No Pain (de Love Deluxe)"                        | Adu, Hale, Matthewman                 | Sade, Pela                   | 5:11    |  |
| 14.     | "Bullet Proof Soul (de Love Deluxe)"                   | Adu, Matthewman, Hale                 | Sade, Pela                   | 5:25    |  |

| Disco 2 |                                                |                                             |                  |         |  |
| N.º     | Título                                         | Compositor(es)                              | Produtor(es)     | Duração |  |
| 1.      | "Cherish the Day (de Love Deluxe)"             | Adu, Hale, Matthewman                       | Sade, Pela       | 6:20    |  |
| 2.      | "Pearls (de Love Deluxe)"                      | Adu, Hale                                   | Sade, Pela       | 4:34    |  |
| 3.      | "By Your Side (de Lovers Rock)"                | Adu, Matthewman, Hale, Denman               | Sade, Pela       | 4:41    |  |
| 4.      | "Immigrant (de Lovers Rock)"                   | Adu, Janusz Podrazik                        | Sade, Pela       | 3:50    |  |
| 5.      | "Flow (de Lovers Rock)"                        | Adu, Matthewman, Hale, Denman               | Sade, Pela       | 4:34    |  |
| 6.      | "King of Sorrow (de Lovers Rock)"              | Adu, Matthewman, Hale, Denman               | Sade, Pela       | 4:47    |  |
| 7.      | "The Sweetest Gift (de Lovers Rock)"           | Adu Matthewman                              | Sade, Pela       | 2:21    |  |
| 8.      | "Soldier of Love (de Soldier of Love)"         | Adu, Hale, Matthewman, Denman               | Sade, Pela       | 5:58    |  |
| 9.      | "The Moon and the Sky (de Soldier of Love)"    | Adu, Matthewman, Hale                       | Sade, Pela       | 4:29    |  |
| 10.     | "Babyfather (de Soldier of Love)"              | Adu, Juan Janes, Andrew Nichols, Matthewman | Sade, Pela       | 4:40    |  |
| 11.     | "Still in Love with You (Thin Lizzy cover)"    | Phil Lynott                                 | Sade, Pela       | 4:26    |  |
| 12.     | "Love Is Found"                                | Adu, Hale, Matthewman, Denman               | Sade, Pela       | 4:11    |  |
| 13.     | "I Would Never Have Guessed"                   | Adu, Hale, Tony Momrelle                    | Sade, Pela       | 2:57    |  |
| 14.     | "The Moon and the Sky (Remix featuring Jay-Z)" | Adu, Matthewman, Hale                       | Noah "40" Shebib | 4:27    |  |
| 15.     | "By Your Side (Neptunes Remix)"                | Adu, Matthewman, Hale, Denman               | Sade, Pela       | 3:59    |  |

| DVD bonus      |                                   |                |         |  |
| N.º            | Título                            | Diretor(es)    | Duração |  |
| 1.             | "Hang on to Your Love"            | Brian Ward     | 3:59    |  |
| 2.             | "The Sweetest Taboo"              | Ward           | 5:02    |  |
| 3.             | "Is It A Crime"                   | Ward           | 7:03    |  |
| 4.             | "Never As Good As The First Time" | Ward           | 3:55    |  |
| 5.             | "Love Is Stronger Than Pride"     | Sophie Muller  | 4:24    |  |
| 6.             | "Paradise"                        | Alex McDowell  | 3:35    |  |
| 7.             | "Turn My Back On You"             | Muller         | 4:05    |  |
| 8.             | "Nothing Can Come Between Us"     | Muller         | 3:52    |  |
| 9.             | "No Ordinary Love"                | Muller         | 4:01    |  |
| 10.            | "Feel No Pain"                    | Albert Watson  | 3:48    |  |
| 11.            | "Kiss of Life"                    | Watson         | 4:12    |  |
| 12.            | "Cherish The Day"                 | Watson         | 4:23    |  |
| 13.            | "By Your Side"                    | Muller         | 4:27    |  |
| 14.            | "King Of Sorrow"                  | Muller         | 4:42    |  |
| 15.            | "Soldier Of Love"                 | Muller         | 5:01    |  |
| 16.            | "Babyfather"                      | Muller         | 4:01    |  |
| Duração total: | Duração total:                    | Duração total: | 70:30   |  |